# Liste des députés de la législature 2013-2018 de la Chambre des députés du Luxembourg
- Gouvernement (32) :
- DP (13)
- LSAP (13)
- Gréng (6)
- Opposition (28) :

Diagramme de la Chambre des députés luxembourgeoise au 5 décembre 2013 :
DP (13)
LSAP (13)
Gréng (6)
CSV (23)
ADR (3)
Lénk (2)

Cet article donne la liste des 60 députés luxembourgeois de la législature 2013-2018 de la Chambre des députés du Luxembourg.

## Méthodologie

Circonscriptions électorales du Luxembourg.

La répartition politique des députés siégeant à la Chambre reflète les résultats électoraux, mais leur représentation géographique est prédéterminée : parmi les 60 députés, 23 viennent de la circonscription Sud, 21 du Centre, 9 du Nord et 7 de l’Est.
La liste recense les députés siégeant à la Chambre des députés, soit élus à l'issue des élections législatives du 20 octobre 2013,, soit remplaçant les élus ayant été nommés au gouvernement ou décédés. Pour chaque député, la liste précise sa circonscription d'élection ainsi que le parti auquel il appartient. Sauf indication contraire, les députés siégeant ont été élus lors des élections législatives d'octobre 2013.
Lors de la nomination au gouvernement ou du décès d'un député, son suppléant devient député. En outre, les ministres élus quittant le gouvernement peuvent retrouver leur siège.

## Groupes parlementaires et sensibilités politiques
La Chambre des députés compte quatre groupes parlementaires et deux sensibilités politiques.
|  |  | Groupes parlementaires et sensibilités politiques                                        | Membres | Président          | Positionnement |  |
|  |  | ---------------------------------------------------------------------------------------- | ------- | ------------------ | -------------- |  |
|  |  | Parti démocratique (lb) Demokratesch Partei                                              | 13      | Eugène Berger      | Gouvernement   |  |
|  |  | Parti ouvrier socialiste luxembourgeois (lb) Lëtzebuerger Sozialistesch Aarbechterpartei | 13      | Alex Bodry         | Gouvernement   |  |
|  |  | Les Verts (lb) déi gréng                                                                 | 6       | Viviane Loschetter | Gouvernement   |  |
|  |  | Parti populaire chrétien-social (lb) Chrëschtlech-Sozial Vollekspartei                   | 23      | Claude Wiseler     | Opposition     |  |
|  |  |                                                                                          |         |                    |                |  |
|  |  | Parti réformiste d'alternative démocratique (lb) Alternativ Demokratesch Reformpartei    | 3       | -                  | Opposition     |  |
|  |  | La Gauche (lb) déi Lénk                                                                  | 2       | -                  | Opposition     |  |

## Composition de la Chambre des députés

### Liste des députés
Le 5 décembre 2013, Mars Di Bartolomeo est élu président de la Chambre des députés. Les vice-présidents de la Chambre sont Simone Beissel (DP), Laurent Mosar (CSV) et Henri Kox (Gréng).
| Photos | Député                 | Circonscription | Parti | Parti |
| ------ | ---------------------- | --------------- | ----- | ----- |
|        | Mars Di Bartolomeo     | Sud             |       | LSAP  |
|        | Marc Spautz            | Sud             |       | CSV   |
|        | Jean-Marie Halsdorf    | Sud             |       | CSV   |
|        | Félix Eischen          | Sud             |       | CSV   |
|        | Gilles Roth            | Sud             |       | CSV   |
|        | Michel Wolter          | Sud             |       | CSV   |
|        | Nancy Arendt           | Sud             |       | CSV   |
|        | Alex Bodry             | Sud             |       | LSAP  |
|        | Sylvie Andrich-Duval   | Sud             |       | CSV   |
|        | Georges Engel          | Sud             |       | LSAP  |
|        | Yves Cruchten          | Sud             |       | LSAP  |
|        | Gast Gibéryen          | Sud             |       | ADR   |
|        | Eugène Berger          | Sud             |       | DP    |
|        | Josée Lorsché          | Sud             |       | Gréng |
|        | Gusty Graas            | Sud             |       | DP    |
|        | Fernand Kartheiser     | Sud             |       | ADR   |
|        | Françoise Hetto-Gaasch | Est             |       | CSV   |
|        | Octavie Modert         | Est             |       | CSV   |
|        | Léon Gloden            | Est             |       | CSV   |
|        | Henri Kox              | Est             |       | Gréng |
|        | Lex Delles             | Est             |       | DP    |
|        | Claude Wiseler         | Centre          |       | CSV   |
|        | Laurent Mosar          | Centre          |       | CSV   |
|        | Paul-Henri Meyers      | Centre          |       | CSV   |
|        | Serge Wilmes           | Centre          |       | CSV   |
|        | Diane Adehm            | Centre          |       | CSV   |
|        | Lydie Polfer           | Centre          |       | DP    |
|        | Marc Lies              | Centre          |       | CSV   |
|        | Simone Beissel         | Centre          |       | DP    |
|        | Alexander Krieps       | Centre          |       | DP    |
|        | Marc Angel             | Centre          |       | LSAP  |
|        | Viviane Loschetter     | Centre          |       | Gréng |
|        | Franz Fayot            | Centre          |       | LSAP  |
|        | Roy Reding             | Centre          |       | ADR   |
|        | Marco Schank           | Nord            |       | CSV   |
|        | Martine Hansen         | Nord            |       | CSV   |
|        | Emile Eicher           | Nord            |       | CSV   |
|        | Aly Kaes               | Nord            |       | CSV   |
|        | Claude Haagen          | Nord            |       | LSAP  |
|        | Taina Bofferding       | Sud             |       | LSAP  |
|        | Max Hahn               | Sud             |       | DP    |
|        | Claudia Dall'Agnol     | Sud             |       | LSAP  |
|        | Roberto Traversini     | Sud             |       | Gréng |
|        | Gilles Baum            | Est             |       | DP    |
|        | Tess Burton            | Est             |       | LSAP  |
|        | Cécile Hemmen          | Centre          |       | LSAP  |
|        | Joëlle Elvinger        | Centre          |       | DP    |
|        | Edy Mertens            | Nord            |       | DP    |
|        | Frank Arndt            | Nord            |       | LSAP  |
|        | Gérard Anzia           | Nord            |       | Gréng |
|        | Martine Mergen         | Centre          |       | CSV   |
|        | Laurent Zeimet         | Sud             |       | CSV   |
|        | David Wagner           | Centre          |       | Lénk  |
|        | Claude Lamberty        | Centre          |       | DP    |
|        | André Bauler           | Nord            |       | DP    |
|        | Marc Baum              | Sud             |       | Lénk  |
|        | Frank Colabianchi      | Centre          |       | DP    |
|        | Simone Asselborn-Bintz | Sud             |       | LSAP  |
|        | Sam Tanson             | Centre          |       | Gréng |
|        | Claudine Konsbruck     | Centre          |       | CSV   |

### Mandats clos en cours de législature
Les élus suivants ont mis fin prématurément à leur mandat.
| Photos | Député              | Circonscription | Parti | Parti | Raison                                               | Date              | Remplaçant             |
| ------ | ------------------- | --------------- | ----- | ----- | ---------------------------------------------------- | ----------------- | ---------------------- |
|        | Charles Goerens     | Nord            |       | DP    | Démission                                            | octobre 2013      | Fernand Etgen          |
|        | Jean Asselborn      | Sud             |       | LSAP  | Nomination dans le gouvernement                      | 4 décembre 2013   | Roger Negri            |
|        | Lydia Mutsch        | Sud             |       | LSAP  | Nomination dans le gouvernement                      | 4 décembre 2013   | Taina Bofferding       |
|        | Claude Meisch       | Sud             |       | DP    | Nomination dans le gouvernement                      | 4 décembre 2013   | Max Hahn               |
|        | Dan Kersch          | Sud             |       | LSAP  | Nomination dans le gouvernement                      | 4 décembre 2013   | Claudia Dall'Agnol     |
|        | Félix Braz          | Sud             |       | Gréng | Nomination dans le gouvernement                      | 4 décembre 2013   | Roberto Traversini     |
|        | Maggy Nagel         | Est             |       | DP    | Nomination dans le gouvernement                      | 4 décembre 2013   | Gilles Baum            |
|        | Nicolas Schmit      | Est             |       | LSAP  | Nomination dans le gouvernement                      | 4 décembre 2013   | Tess Burton            |
|        | Xavier Bettel       | Centre          |       | DP    | Nomination dans le gouvernement                      | 4 décembre 2013   | Guy Arendt             |
|        | Etienne Schneider   | Centre          |       | LSAP  | Nomination dans le gouvernement                      | 4 décembre 2013   | Cécile Hemmen          |
|        | Corinne Cahen       | Centre          |       | DP    | Nomination dans le gouvernement                      | 4 décembre 2013   | Joëlle Elvinger        |
|        | François Bausch     | Centre          |       | Gréng | Nomination dans le gouvernement                      | 4 décembre 2013   | Claude Adam            |
|        | Fernand Etgen       | Nord            |       | DP    | Nomination dans le gouvernement                      | 4 décembre 2013   | Edy Mertens            |
|        | Romain Schneider    | Nord            |       | LSAP  | Nomination dans le gouvernement                      | 4 décembre 2013   | Frank Arndt            |
|        | André Bauler        | Nord            |       | DP    | Nomination dans le gouvernement                      | 4 décembre 2013   | Marc Hansen            |
|        | Camille Gira        | Nord            |       | Gréng | Nomination dans le gouvernement                      | 4 décembre 2013   | Christiane Wickler     |
|        | Christiane Wickler  | Nord            |       | Gréng | Démission                                            | 10 juillet 2014   | Gérard Anzia           |
|        | Luc Frieden         | Centre          |       | CSV   | Démission                                            | 15 septembre 2014 | Martine Mergen         |
|        | Jean-Claude Juncker | Sud             |       | CSV   | Élection à la présidence de la Commission européenne | 27 octobre 2014   | Laurent Zeimet         |
|        | Justin Turpel       | Centre          |       | Lénk  | Démission                                            | 29 avril 2015     | David Wagner           |
|        | Guy Arendt          | Centre          |       | DP    | Nomination dans le gouvernement                      | 17 décembre 2015  | Claude Lamberty        |
|        | Marc Hansen         | Nord            |       | DP    | Nomination dans le gouvernement                      | 17 décembre 2015  | André Bauler           |
|        | Serge Urbany        | Sud             |       | Lénk  | Démission                                            | 20 avril 2016     | Marc Baum              |
|        | Anne Brasseur       | Centre          |       | DP    | Démission                                            | 31 janvier 2018   | Frank Colabianchi      |
|        | Roger Negri         | Sud             |       | LSAP  | Démission                                            | 1er avril 2018    | Simone Asselborn-Bintz |
|        | Claude Adam         | Centre          |       | Gréng | Démission                                            | 16 avril 2018     | Sam Tanson             |
|        | Marcel Oberweis     | Centre          |       | CSV   | Démission                                            | 30 juin 2018      | Claudine Konsbruck     |